# Роккамориче
Роккамориче (італ. Roccamorice) — муніципалітет в Італії, у регіоні Абруццо,  провінція Пескара.
Роккамориче розташоване на відстані близько 135 км на схід від Рима, 60 км на схід від Л'Аквіли, 32 км на південний захід від Пескари.
Населення — 949 осіб (2014).

## Демографія
Населення за роками:

Станом на 1 січня 2023 року в муніципалітеті офіційно проживало 27 іноземців з 12 країн, серед них 14 громадян країн Євросоюзу та 1 громадянин України.

## Сусідні муніципалітети
- Аббатеджо
- Караманіко-Терме
- Леттоманоппелло
- Пеннап'єдімонте
- Преторо